# Stanisław Szostak (kapitan)
Stanisław Szostak ps. „Jadzin”, „Stach” (ur. 10 listopada 1924 w Ignalinie) – kapitan Armii Krajowej, żołnierz Wachlarza, członek ruchu oporu podczas II wojny światowej, żołnierz wyklęty. 
Skazany przez władze komunistyczne Polski Ludowej na karę 15 lat pozbawienia wolności. Zwolniony warunkowo w 1956. Unieważnienie wyroku nastąpiło w 1990. W 2006 odznaczony Krzyżem Oficerskim Orderu Odrodzenia Polski.

## Życiorys

### Młodość
Rodzicami Stanisława byli Kazimierz i Aniela z domu Witkowska. Ojciec pochodził z rodziny kolejarskiej, pracował na stanowisku zwrotniczego na stacji kolejowej Ignalino kolei Warszawsko-Petersburskiej. W trakcie I wojny światowej został ewakuowany do Petersburga, gdzie w 1916 urodził się jego najstarszy syn Edward. Po zakończeniu wojny powrócił do Ignalina, gdzie wybudował dom. Tam urodziły się jego córki Maria (1919) i Helena (1922) oraz najmłodszy syn Stanisław (1924).
Stanisław Szostak uczęszczał do szkoły powszechnej w Ignalinie, a następnie do gimnazjum w Święcianach. Po klęsce wrześniowej kontynuował naukę w ramach tajnego nauczania, przerabiając w roku szkolnym 1939/40 klasę drugą i trzecią gimnazjalną. Zimą 1939 zatrudnił się na stacji kolejowej Ignalino, najpierw jako robotnik przy odgarnianiu śniegu, a później stróż nocny, praktykant, telegrafista, magazynier i kasjer towarowy.

### Konspiracja
Wstąpił do Armii Krajowej 1 września 1942, zostając żołnierzem Ośrodka Dywersyjnego nr 23 Ignalino w Inspektoracie „B” Okręgu Wileńskiego. Przysięgę wojskową złożył przed swoim bratem Edwardem ps. „Barry” i w obecności Dowódcy Ośrodka por. Franciszka Stala ps. „Chabina”. 
Praca na kolei i możliwość bezpiecznego podróżowania od Wilna po Dyneburg pociągami pasażerskimi sprawiły, że został wyznaczony na łącznika między Ośrodkiem, Obwodem i Okręgiem. Po krótkim okresie wożenia meldunków, rozkazów i gazetek konspiracyjnych, skierowano go na szkolenie minerskie, a następnie przydzielono do patrolu dywersyjnego z zadaniem dezorganizacji niemieckich linii komunikacyjnych. W 1944 pełnił funkcję podoficera do spraw osobistych poruczeń dowódcy Ośrodka, a następnie został dowódcą patrolu II oddziału 23. W tym samym roku z rozkazu Komendy Okręgu za wykazaną determinację i odwagę w akcjach zdobywania broni z wojskowych transportów niemieckich został odznaczony Krzyżem Walecznych.
Po zajęciu Ignalina przez Armię Czerwoną pracował jako przedstawiciel kolei sowieckich w bazie zaopatrzeniowej II Frontu Białoruskiego w Ponarach. W marcu 1945 przeniósł się do Wilna na polecenie por. Stala, który w tym czasie był kierownikiem działu transportowego w wileńskim PUR. Po kilku dniach pobytu w Wilnie, w trakcie których pomagał innym żołnierzom AK w ich powrocie do kraju, został aresztowany przez NKWD podczas przechodzenia przez rogatki wileńskie. Zaprowadzony został do gmachu Dyrekcji Kolejowej na rogu ulic Pohulanka i Juliusza Słowackiego, w obrębie której mieścił się Oddział NKWD. Udało mu się zbiec, wykorzystując długi czas oczekiwania na dowódcę oddziału i znużenie wartowników.
10 kwietnia 1945 posiadając fałszywe dokumenty na nazwisko Stanisław Sawicki, wyjechał pociągiem XVI transportu repatriacyjnego do Białegostoku.

### Żołnierz wyklęty
W trakcie pobytu w Białymstoku pełnił funkcje łącznika Wileńskiego Okręgu AK, w ramach którego odbywał podróże do lokali konspiracyjnych w różnych częściach kraju. Brał również udział w akcji wykonania wyroku śmierci na agencie NKWD por. Henryku Zakrzewskim ps. „Szary” jako obstawa Waldemara Butkiewicza wykonawcy wyroku. We wrześniu 1945 wraz z częścią swojego oddziału przeprowadził się do Krakowa, gdzie zamieszkał w piwnicy przy ul. Pod Fortem. Zaczął studia na tamtejszej Akademii Handlowej. W lutym 1946 na polecenie por. Jerzego Łozińskiego utworzył „Grupę Rezerwową” w ramach Ośrodka Mobilizacyjnego Wileńskiego Okręgu Armii Krajowej (OMWOAK), w skład którego weszli żołnierze jego dawnego patrolu dywersyjnego. Po powrocie Antoniego Olechnowicza ps. „Pohorecki” z Paryża, gdzie potwierdzono podporządkowanie OMWOAK rządowi polskiemu w Londynie, sporządzony został ogólny meldunek razem ze spisem pseudonimów żołnierzy „Grupy Rezerwowej”, który przesłano w lutym 1948 do dyspozycji Rządu Emigracyjnego. W grudniu 1947 przeprowadził się do Szczecina, gdzie rozpoczął studia na szczecińskim oddziale Poznańskiej Akademii Handlowej.

### Aresztowanie i wyrok
Stanisław Szostak został aresztowany 16 lipca 1948 w mieszkaniu konspiracyjnym przy ul. Kaszubskiej 59/13 w Szczecinie. Lokal ten wsypała Regina Żylińska-Mordas ps. „Regina”, która zadenuncjowała m.in. Danutę Siedzikównę ps. „Inkę”. Po 9-miesięcznym śledztwie za działalność w OMWOAK został skazany 21 marca 1949 przez Rejonowy Sąd Wojskowy na karę dożywotniego więzienia, złagodzonego później na podstawie amnestii na lat 15. Poza karą więzienia orzeczono także utratę praw publicznych i obywatelskich praw honorowych na 5 lat oraz konfiskatę całości majątku. 25 października 1949 przybył do Centralnego Więzienia we Wronkach, gdzie miał odbyć wyrok.
Stanisław Szostak przesiadywał w jednej celi między innymi z: kapucynem Baltazarem (Andrzej Cekus), żołnierzem parasola Wojciechem Świątkowskim, byłym pracownikiem radomskiego UB Bolesławem Tomankiem, pracownikiem Kriminalpolizei Walterem Baatke, kapusiem Marianem Majchem, księdzem Janem Szybowskim czy marianinem Leonem Szelągiem.
Został zwolniony warunkowo 10 grudnia 1956, po odsiedzeniu 8,5 latach więzienia.

### Na wolności
Po wyjściu na wolność 30 marca 1959 ożenił się z Alicją Kołodziejczyk, którą poznał w trakcie rekonwalescencji w Zakopanem. W 1969 rozpoczął studia zaoczne ze studium administracji na wydziale Prawa i Administracji Uniwersytetu Wrocławskiego. Dyplom magistra administracji otrzymał w 1971. Pracował razem z żoną w Instytucie Chemii. W 1990 nastąpiło unieważnienie wyroku z 1949. 1 września 2006 prezydent Lech Kaczyński odznaczył Stanisława Szostaka Krzyżem Oficerskim Orderu Odrodzenia Polski za wybitne zasługi dla niepodległości Rzeczypospolitej Polskiej.